# Jilly Ballistic
Jilly Ballistic est une street-artiste et écrivaine qui opère dans le métro de New York.

## Biographie
Jilly Ballistic, née à Brooklyn, expose généralement son travail dans le métro de New York, afin de contextualiser ses messages ironiques. Selon elle, les installations du métro sont d'excellents supports pour exposer son travail et se faire connaître, puisque de nombreuses personnes utilisent ce système de transport quotidiennement.
C'est lors de sa tentative de se faire un nom en tant qu'écrivaine que Jilly Ballistic fait ses premiers pas dans le monde de l'art urbain. En 2008, face à des difficultés pour percer en tant qu'écrivaine, elle commence à projeter des extraits de son travail sur les murs de New York afin d'attirer de nouveaux lecteurs. Cette approche s'avère fructueuse et attire l'attention. 
Par la suite, elle décide d'exploiter les surfaces disponibles dans les installations du métro, qui sont exposées à des millions de regards. Progressivement, son style évolue, passant de la simple rédaction de phrases percutantes à l'intégration d'images intrigantes et de sujets variés en noir et blanc.
Jilly Ballistic s'engage également dans la transformation de campagnes publicitaires. À travers des images captivantes et des expressions ironiques, l'artiste parvient à attirer l'attention des usagers du métro et à susciter leur réflexion sur les divers problèmes qu'elle aborde de manière artistique.
Elle s'inspire du Web pour apposer des messages d'erreur informatique sur les publicités pour les ridiculiser.

### Ses créations
À l'aide de papier, Jilly Ballistic crée des compositions artistiques où elle juxtapose des représentations grandeur nature d'erreurs informatiques sur des affiches publicitaires. Elle intègre également des alertes fictives de police ainsi que des images de soldats de la Première Guerre mondiale avec des masques à gaz, et les dissimule dans ses œuvres.
En 2019, elle cible le Witney Museum en apposant une photographie vintage en noir et blanc d'une personne dans un masque à gaz sur la première moitié des lettres de la devanture du musée, suggérant que l'image représente “la manière Kanders" (le musée comporte un espace portant le nom de Kanders). « Les Kanders font partie d'une longue tradition de gagner de l'argent avec la souffrance humaine et l'oppression » dit-elle pour dénoncer les liens du vice-président Warren Kanders avec les gaz lacrymogènes utilisés sur les migrants. Son œuvre de guérilla est cependant rapidement enlevé à cause des caméras de surveillance.
« J'utilise des images d'archives de la guerre chimique pour mettre en évidence l'évolution de la guerre, née sur le champ de bataille, jusque là où nous en sommes maintenant, ciblant les innocents. En tant qu'artiste gay, voir les victimes de violence marginalisées m'a toujours affectée. » dit-elle.
Lors de la pandémie de Covid-19, Jilly Ballistic réalise un collage humoristique représentant un cosmonaute, avec écrit à côté « Un autre nouveau normal », faisant référence à la distance avec les autres pendant cette période.
Elle réalise également une œuvre d'art aux connotations de résistance pour le théâtre Off Broadway sur West Forty-second Street, en collaboration avec le directeur artistique du théâtre, Adam Greenfield. Sa création est réalisée sur les fenêtres en verre du théâtre, où elle écrit « Avec une grande puissance, il n'y a aucune responsabilité. », ainsi qu'une large vitrine affichant une réplique de billet d'un dollar de la taille d'un panneau d'affichage, avec un ballon à discours graffité, à côté du visage de George Washington. Un texte l'accompagne « Imaginez 352 464 d'entre eux. Imaginez maintenant que ce sont des corps. » dit-il.

## A voir aussi
- (en) Tapies Xavier, Xavier A. Tàpies, Women Street Artists: the Complete Guide, Graffito Books, 2017, 192 p. (ISBN 9781909051454)